# Dolgani
Dolgani (rusky Долганы, vlastním jménem долган (Dolgan), тыа-кихи (Tya-kichi)) jsou kočovný národ čítající asi 7 200 příslušníků žijící na Sibiři v Krasnojarském kraji (poloostrov Tajmyr) a v republice Sacha. Dnes většina hovoří ruštinou, ale původním jazykem je altajský jazyk turkické větve – dolganština.
Dolgani jsou pravděpodobně nejmladším arktickým národem. Zformovali se během 19. stol. a začátku 20. stol. z několika evenckých, jakutských a samojedských (Něnci, Enci) rodů, které následně přijaly dialekt jakutštiny. Dolgani se tradičně živili lovem a kočovným pastevectvím sobů. Během období Sovětského svazu byli nuceni žít usedle v kolchozech.
Dříve Dolgani praktikovali šamanismus a animistickou víru v různé duchy, které dělili, stejně jako příbuzní Jakuti, do třech kategorií: Ičchi – neviditelní duchové, kteří nemohli obývat žádné objekty, Ajyy – dobré duchy nebes a Abaasy – zlé duchy obývající podsvětí. Šamani (oijun), kteří s těmito duchy komunikovali, existovali snad v každé kočovné skupině. Šamani nosili rituální oděvy a při obřadech používali buben.
Jejich tradiční způsob života je založen na chovu sobů, lovu a rybolovu. Pastevci tradičně kočují na jaře na sever, a na podzim na jih. Dolganští pastevci tradičně žijí v kuželovitých stanech (čumech), nebo v balocích. Balok je malá bouda postavená na saních, proto může být tažená soby.
Dolganský folklór se v mnohém podobá jakutskému. Velký význam má hrdinský epos podobný jakutskému Oloncho. Dolganský folklór má velmi výraznou magickou funkci. Například v době epidemií zpívali Dolgani jenom oloncho s dobrým koncem, před lovem se pak nezpívá vůbec, aby se zvěř nevyplašila. Dolgani dlouho nerozeznávali přesně rozdíly mezi myšlenkou a skutečností – například když je Dolgan na lovu a myslí na zvíře, zacpe si ústa trávou, aby zvíře v jeho myšlenkách neuniklo a nevarovalo skutečné zvíře.